# 2013년 미국 연방 정부 폐쇄

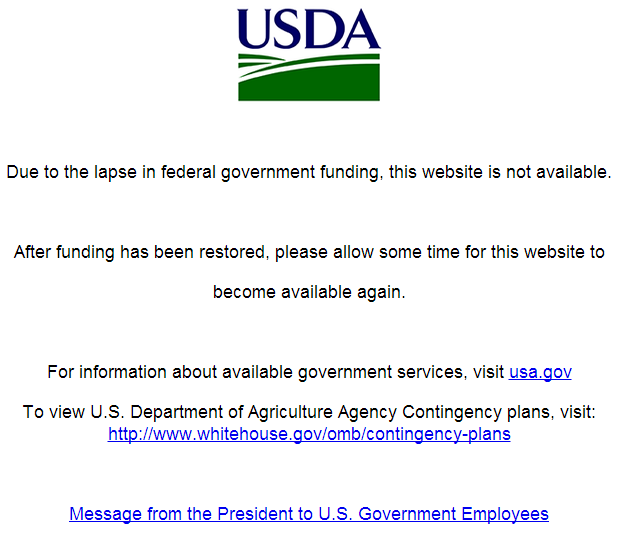
미국 연방 정부 폐쇄의 여파로 폐쇄된 미국 농무부 홈페이지.

2013년 미국 연방 정부 폐쇄(美國聯邦政府閉鎖)는 2013년 발생한 일련의 미국 연방 정부 폐쇄 사태이다. 2013년 3월 잠정 예산 기간 (3월 27일)이 다가오는 가운데 세출 삭감을 둘러싸고 공화당과 민주당이 대립하여, 정부가 폐쇄될 우려가 있었지만 강제 삭감 후의 수준으로 정부 지출을 억제하면서 국방 관련 비용 · 농업 · 사법 등에 대해서는 유연한 지출을 허용하여 정부 폐쇄를 피하였다. 2013년 9월, 의료 보험 개혁법을 둘러싸고 하원에서 다수를 차지하는 공화당은 반대하고 있는 반면 상원에서 다수의 민주당은 변경에 응할 수 없는 것으로 충돌하고, 잠정 예산이 성립하지 않으면 10월 1일부터 일부 정부 기관이 폐쇄되는 사태를 내고 있다.

## 같이 보기
- 정부 폐쇄
- 1995년~1996년 미국 연방 정부 폐쇄
- 2011년 미국 채무한계 위기